# Spartina
Spartina (укр. Спартина) — рід багаторічних трав'янистих квіткових рослин родини Тонконогові (Poaceae).

## Поширення
Спартина поширена у Північній та Південній Америці, Західній та Південній Європі, Північній та Південній Африці, на островах Атлантичного океану.

## Місцезростання
Більшість представників роду галофіти — ростуть розрізненими пучками або утворюють щільні зарості в маршах, естуаріях, на піщаних пляжах і в інших приморських узбережних біотопах. Вид Spartina gracilis поширений на внутрішніх водоймах з солоною водою.

## Види
Види:
1. Spartina alterniflora Loisel.
2. Spartina anglica C.E.Hubb.
3. Spartina arundinacea (Thouars)
4. Spartina bakeri Merr.
5. Spartina × caespitosa A.A.Eaton
6. Spartina ciliata Brongn.
7. Spartina cynosuroides (L.) Roth
8. Spartina densiflora Brongn.
9. Spartina foliosa Trin.
10. Spartina gracilis Trin.
11. Spartina longispica Hauman & Parodi ex St.-Yves
12. Spartina maritima (Curtis) Fernald
13. Spartina patens (Aiton) Muhl
14. Spartina pectinata Bosc ex Link
15. Spartina spartinae (Trin.) Merr. ex Hitchc.
16. Spartina × townsendii H.Groves & J.Groves
17. Spartina versicolor Fabre